# Jan Doležal
Jan Doležal (* 12. Februar 1993 in Zagreb) ist ein kroatischer Fußballspieler.

## Karriere

### Verein
Doležal begann seine Karriere bei Dinamo Zagreb. 2006 wechselte er in die Jugend des NK Hrvatski dragovoljac. Im März 2011 stand er gegen den NK Varaždin erstmals im Profikader von Hrvatski dragovoljac. Nach dem Abstieg aus der 1. HNL debütierte er im Oktober 2011 für die erste Mannschaft in der 2. HNL, als er am siebten Spieltag der Saison 2011/12 gegen den NK Mosor Žrnovnica in der 68. Minute für Velimir Švarić eingewechselt wurde. Bis Saisonende kam er zu drei Einsätzen in der zweiten Liga. Im November 2012 erzielte er bei einem 3:1-Sieg gegen den NK Rudeš seine ersten drei Tore in der 2. HNL. Zu Saisonende hatte er 14 Einsätze zu Buche stehen, in denen er drei Tore erzielen konnte. Mit Hrvatski dragovoljac konnte er in jener Saison wieder in die 1. HNL aufsteigen. Sein Debüt in der höchsten kroatischen Spielklasse gab er im Juli 2013 gegen Lokomotiva Zagreb. Im August 2013 erzielte er bei einem 1:1-Remis gegen Dinamo Zagreb sein erstes Erstligator. Bis Saisonende kam Doležal zu 28 Einsätzen in der 1. HNL, in denen er fünf Tore erzielte. Nach nur einer Saison musste er mit dem Verein jedoch wieder in die 2. HNL absteigen.
Daraufhin wechselte er zur Saison 2014/15 zum Erstligisten Lokomotiva Zagreb. In seiner ersten Saison bei Lokomotiva kam er zu 23 Einsätzen und fünf Toren in der 1. HNL. In der Spielzeit 2015/16 konnte er zwei Tore in 20 Ligaeinsätzen erzielen. Zudem absolvierte er in der Qualifikation zur UEFA Europa League gegen PAOK Thessaloniki seine ersten beiden internationalen Spiele auf Vereinsebene. In der Saison 2016/17 kam er zu 26 Ligaeinsätzen, in denen er fünf Tore erzielte, zudem wurde er abermals einmal in der Europa-League-Quali eingesetzt.
Nach weiteren zehn Einsätzen in der Saison 2017/18 wechselte er im Januar 2018 zum Ligakonkurrenten NK Slaven Belupo Koprivnica. Für Slaven Belupo kam er bis Saisonende zu 15 Einsätzen in der 1. HNL, in denen er ein Tor erzielte. In der Saison 2018/19 absolvierte er 17 Erstligaspiele und blieb dabei ohne Torerfolg. Im September 2019 kehrte er zum Zweitligisten Hrvatski dragovoljac zurück, für den er zehn Spiele in 2. HNL machte.
Im Januar 2020 wechselte Doležal zum österreichischen Zweitligisten SV Horn. Für Horn kam er bis Saisonende zu zehn Einsätzen in der 2. Liga. Nach der Saison 2019/20 verließ er den Verein wieder. Daraufhin wechselte er im August 2020 nach Zypern zum Erstligisten Ethnikos Achnas.

### Nationalmannschaft
Doležal kam im Oktober 2011 zu einem Einsatz für die kroatische U-19-Auswahl und im Dezember 2012 spielte er zweimal für die U-20-Mannschaft.